# قزل أرخ عليا
قزل‌ أرخ عليا هي قرية في مقاطعة ماكو، إيران. عدد سكان هذه القرية هو 43 في سنة 2006.